# Temporada 1959 del Campeonato de Europa de Rally
La temporada 1959 fue la edición 7º del Campeonato de Europa de Rally. Comenzó el 19 de enero con el Rally de Montecarlo y finalizó el 3 de diciembre en el Rallye ACP Aveiro Estoril.

## Calendario
| N.º | Fecha                 | Rally                                               |
| --- | --------------------- | --------------------------------------------------- |
| 1   | 19-25 de enero        | 28. Rallye Automobile de Monte-Carlo                |
| 2   | 23-26 de febrero      | 10. Automobilistico Int. del Sestriere              |
| 3   | 27 de abril-2 de mayo | 11. Internationale Tulpenrallye                     |
| 4   | 28-31 de mayo         | 7. Rally Acropolis                                  |
| 5   | 8-13 de junio         | 10. Svenska Rallyt till Midnattssolen               |
| 6   | 23-30 de junio        | 20. Critérium Int. de la Montagne - Coupe des Alpes |
| 7   | 22-26 de julio        | 8. Rallye Adriatigue                                |
| 8   | 14-16 de agosto       | 9. Jyväskylän Suurajot - Rally of 1000 Lakes        |
| 9   | 2-6 de septiembre     | 18. Liège-Rome-Liège                                |
| 10  | 18-21 de septiembre   | 9. Viking Rally                                     |
| 11  | 1-3 de octubre        | 3. AvD/ADAC Deutschland Rallye                      |
| 12  | 16-21 de noviembre    | 8. RAC international Rally of Great Britain         |
| 13  | 3-6 de diciembre      | 6. Rallye ACP Aveiro Estoril                        |

## Resultados

### Campeonato de pilotos
| Pos. | Piloto          | MON | ITA | TUL | GRE | SWE | FRA | ADR | FIN | BEL | NOR | GER | GBR | POR | Puntos |
| ---- | --------------- | --- | --- | --- | --- | --- | --- | --- | --- | --- | --- | --- | --- | --- | ------ |
| 1    | Paul Coltelloni | 1   |     |     | 8   |     |     | 1   |     | 9   |     | 0   |     |     | 40.0   |
| 2    | Erik Carlsson   |     |     | 5   |     | 1   |     | 2   | 4   |     | 2   | 0   |     | 6   | 39.0   |
| 3    | Wolfgang Levy   |     | 9   |     | 1   |     |     | 6   |     |     |     | 0   | 0   | 9   | 38.0   |